# ماريا كورينا ماتشادو
ماريا كورينا ماتشادو باريسكا (بالإسبانية: María Corina Machado) (7 أكتوبر 1967) سياسية فزويلية وكانت عضو في الجمعية الوطنية الفنزويلية في الفترة 5 يناير 2011 - 21 مارس 2014.